# Like Minds
Like Minds es una película escrita y dirigida por Gregory J. Read. Fue producida por South Australian Film Corporation. Se estrenó en Australia el 9 de noviembre de 2006. Es la primera producción británico-australiana estrenada en más de una década.[cita requerida]
Like Minds (Mentes Iguales) fue retitulada como Murderous Intent (Mentes Criminales) para el DVD estrenado en 2007.

## Sinopsis
Una psicóloga forense (Collette) tiene la tarea de determinar si un menor debe tener cargos de asesinato por matar a un compañero de escuela.
La psiquiatra forense Sally Rowe es llamada por el detective Martin McKenzie para analizar el perfil del adolescente Alex Forbes, que fue encontrado en una estación de tren sosteniendo el cuerpo de su compañero de clase Nigel Colbie y con el polvo en la mano. Alex revela su relación con Nigel, que cree que eran descendientes de los Caballeros Templarios, y cómo Nigel usó el poder de su mente para controlarlo. McKenzie cree que Alex es el asesino, pero Susan investiga a la familia de Nigel bajo la presión del padre de Alex, y descubre que todos ellos pertenecen a una antigua sociedad secreta y poderosa.

## Reparto
- Toni Collette como Sally Rowe.
- Eddie Redmayne como Alex Forbes.
- Tom Sturridge como Nigel Colbie.
- Richard Roxburgh como Sn. Dt. Martin McKenzie.
- Cathryn Bradshaw como Helen Colbie.
- Kate Maberly como Susan Mueller.
- Patrick Malahide como Headmaster.
- Jon Overton como Josh Campbell.